# Конкин, Михаил Парфентьевич
Михаи́л Парфе́нтьевич Ко́нкин (1915—1960) — майор Советской армии, участник Великой Отечественной войны, Герой Советского Союза (1942).

## Биография
Родился 25 июля 1915 года в Бердянске. Украинец. После окончания неполной средней школы и школы фабрично-заводского ученичества работал слесарем на Первомайском заводе сельскохозяйственных машин. В 1935 году Конкин был призван на службу в Рабоче-крестьянскую Красную Армию. В 1936 году он окончил Ворошиловградскую военную авиационную школу лётчиков. Участвовал в боях советско-финской войны. С июня 1941 года — на фронтах Великой Отечественной войны.
К октябрю 1941 года Конкин совершил 44 боевых вылета на бомбардировку скоплений боевой техники и живой силы противника, уничтожив в общей сложности около 20 танков и 50 автомашин с пехотой. Был представлен к званию Героя Советского Союза, но вышестоящим командованием награда была изменена на орден Ленина.
К середине июля 1942 года старший лейтенант Михаил Конкин командовал эскадрильей 4-го авиаполка дальних разведчиком Главного Командования РККА. К тому времени он совершил 70 боевых вылетов, 40 из которых — на воздушную разведку в глубоком тылу противника, в воздушных боях сбил 3 немецких самолёта, а на земле уничтожил 30 танков и 52 автомашины. Во время заданий 4 раза был сбит, но в трёх случаях успевал довести самолёты до занятой советскими войсками территории, получал ожоги лица и рук.
Указом Президиума Верховного Совета СССР «О присвоении звания Героя Советского Союза начальствующему составу Красной Армии» от 23 ноября 1942 года за «образцовое выполнение боевых заданий командования на фронте борьбы с немецкими захватчиками и проявленные при этом отвагу и геройство» удостоен высокого звания Героя Советского Союза с вручением ордена Ленина и медали «Золотая Звезда» за номером 762.
В конце 1944 года при возвращении с боевого задания Конкин был вновь сбит и попал в плен. Сумел бежать и вернуться в строй. В 1948 году в звании майора он был уволен в запас. Проживал и работал в Ворошиловграде (ныне — Луганск). Скоропостижно скончался 15 мая 1960 года.
Был награждён двумя орденами Ленина и рядом медалей.
В честь Конкина названы улицы в Луганске и Бердянске.